# Ceramaster patagonicus
Ceramaster patagonicus är en sjöstjärneart som först beskrevs av Percy Sladen 1889.  Ceramaster patagonicus ingår i släktet Ceramaster och familjen ledsjöstjärnor.

## Underarter
Arten delas in i följande underarter:
- C. p. patagonicus
- C. p. euryplax
- C. p. fisheri
- C. p. productus
- C. p. australis